# ドリーム〜90日で1億円〜
『ドリーム〜90日で1億円〜』（ドリーム きゅうじゅうにちでいちおくえん）は、『お金持ちになれる1分間の魔法』（ロバート・アレン、マーク・ヴィクター・ハンセン共著）を原案に、市川森一の脚本のドラマ（よるドラ）としてNHKで放送された。
放送期間は2004年3月29日から5月7日まで。

## あらすじ
主人公の主婦は、マネーセミナーの受講生である。そんなある日、息子に里子の話が持ち上がり、「90日で1億円を集めることができなかったら、息子を養子に出す」といった約束をしてしまう。カリスマジャーナリストのもと成功し続けるが、それは、幼少時の主婦を誘拐した犯人の仕掛けたものだった…。

## 主な登場人物
小井戸千春（28） - 水野美紀（少女時代 - 土橋恵）
主人公。シングルマザー。7歳の頃に勝間田に誘拐されたが、その際、両親に身代金を惜しまれ、同情した勝間田に逃がしてもらって助かった。
海野忠人（40） ‐ 陣内孝則
カリスマ経済ジャーナリストとして名を馳せており、セミナーの評判も良い。
小井戸修司（5） ‐ 市原尚弥
千春の実の息子。児童施設「汐風ホーム」に預けられている。
小井戸美智子 ‐ 歌川椎子
千春の母。
岩淵純一 - 大浦龍宇一
勝間田英輔（58） - 長塚京三
謎の闇の金融王。数年前に誘拐した千春を見守っている。千春の両親が身代金を惜しんだことに呆れ、すぐに千春を解放したため、事件は未遂に終わっている。
山根あかね - 筒井真理子
海野のセミナーに参加している主婦。好奇心旺盛で、千春のサクセスストーリーにも興味津々。
菅原 ‐ 北村総一朗
「汐風ホーム」理事長。
大河内しのぶ（80） ‐ 南田洋子
熱海の高級老人ホームに入居している。

## 主題歌
- 「明日へ架ける橋」倉木麻衣

## スタッフ
- 作：市川森一
- 制作統括：内藤愼介、鈴木圭
- プロデューサー：大山勝美
- 演出：石橋冠、福本義人
- 音楽：沢田完
- 共同制作：NHKエンタープライズ、カズモ
- 制作・著作：NHK